# Liste des rhopalocères du Maroc
Cet article recense les lépidoptères rhopalocères (ou « papillons de jour ») du Maroc, qui y sont représentés par six familles : les Hesperiidae, Papilionidae, Pieridae, Riodinidae, Lycaenidae et Nymphalidae.

## Famille desHesperiidae

### Sous-famille desPyrginae
- Carcharodus floccifer (Zeller, 1847) — Hespérie du marrube
- Carcharodus lavatherae Esper, 1783 — Hespérie de l'épiaire
- Carcharodus stauderi Reverdin, 1913 — Hespérie de Stauder
- Carcharodus tripolinus Verity, 1925 — Hespérie almoravide
- Muschampia leuzeae (Oberthür, 1881) — Hespérie mauresque
- Muschampia mohammed (Oberthür, 1887) — Hespérie de Barbarie
- Muschampia proto Ochsenheimer, 1808 — Hespérie de l'herbe-au-vent
- Pyrgus alveus (Hübner, 1803) — Hespérie du faux-buis
- Pyrgus armoricanus (Oberthür, 1910) — Hespérie des potentilles
- Pyrgus onopordi Rambur, 1839 — Hespérie de la malope
- Spialia sertorius Hoffmannsegg, 1804 — Hespérie des sanguisorbes
- Spialia doris (Walker, 1870) — Hespérie saoudienne

### Sous-famille desHesperiinae
- Borbo borbonica Boisduval, 1833 — Hespérie de l'île Bourbon
- Gegenes nostrodamus Fabricius, 1794 — Hespérie du riz
- Gegenes pumilio Hoffmannsegg, 1804 — Hespérie du barbon
- Hesperia comma (Linnaeus, 1758) — Comma
- Thymelicus acteon (Rottemburg, 1775) — Hespérie du chiendent
- Thymelicus hamza Oberthür 1876 — Hespérie maghrébine
- Thymelicus lineola (Ochsenheimer, 1808) — Hespérie du dactyle
- Thymelicus sylvestris (Poda, 1761) — Hespérie de la houque

## Famille desPapilionidae

### Sous-famille desParnassiinae
- Zerynthia rumina  (Linnaeus, 1758) — Proserpine

### Sous-famille desPapilioninae
- Iphiclides feisthamelii  (Duponchel, 1832) — Voilier blanc
- Papilio machaon  Linnaeus, 1758 — Machaon
- Papilio saharae  Oberthür, 1879 — Porte-queue érémicole

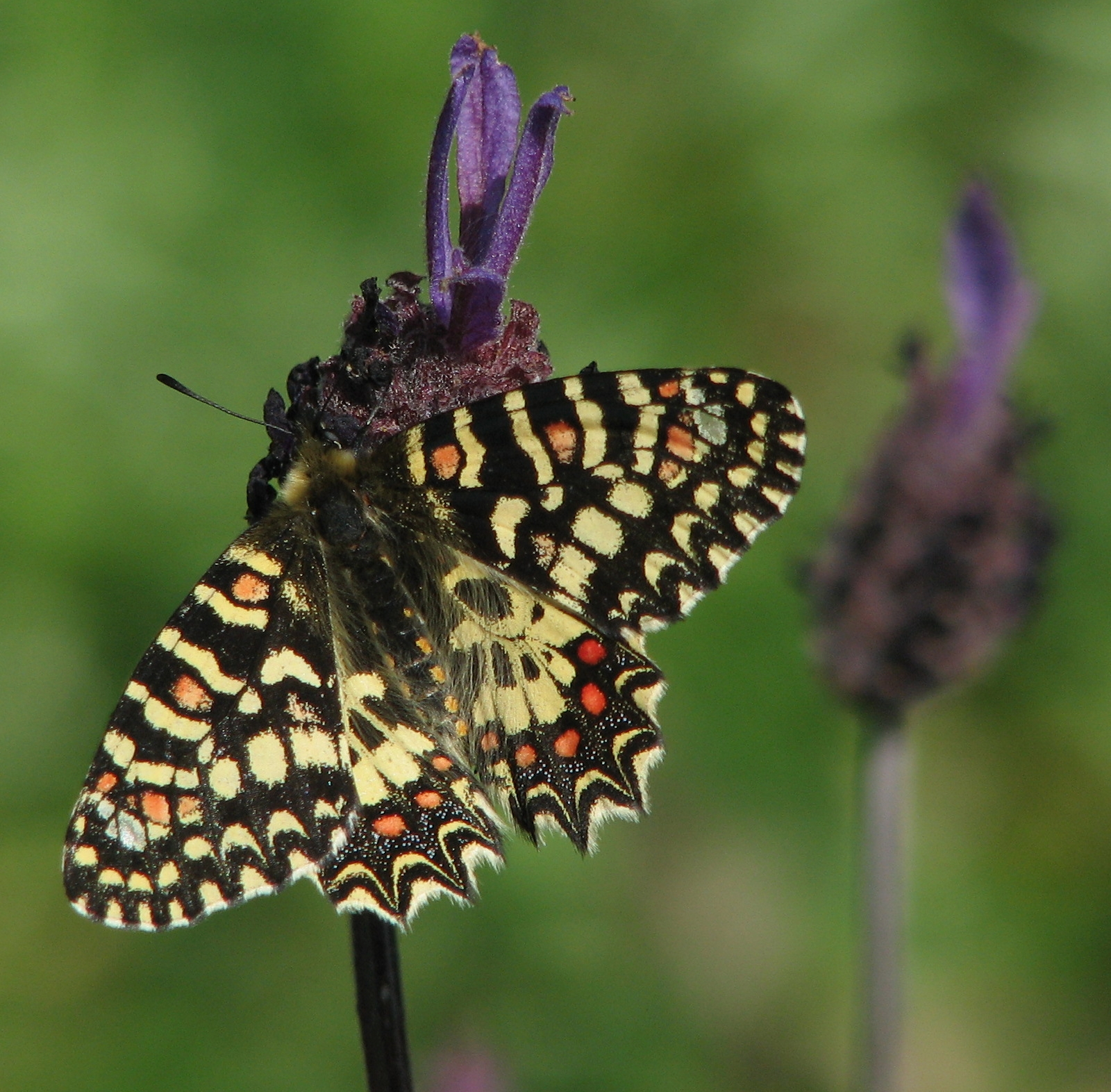
Proserpine
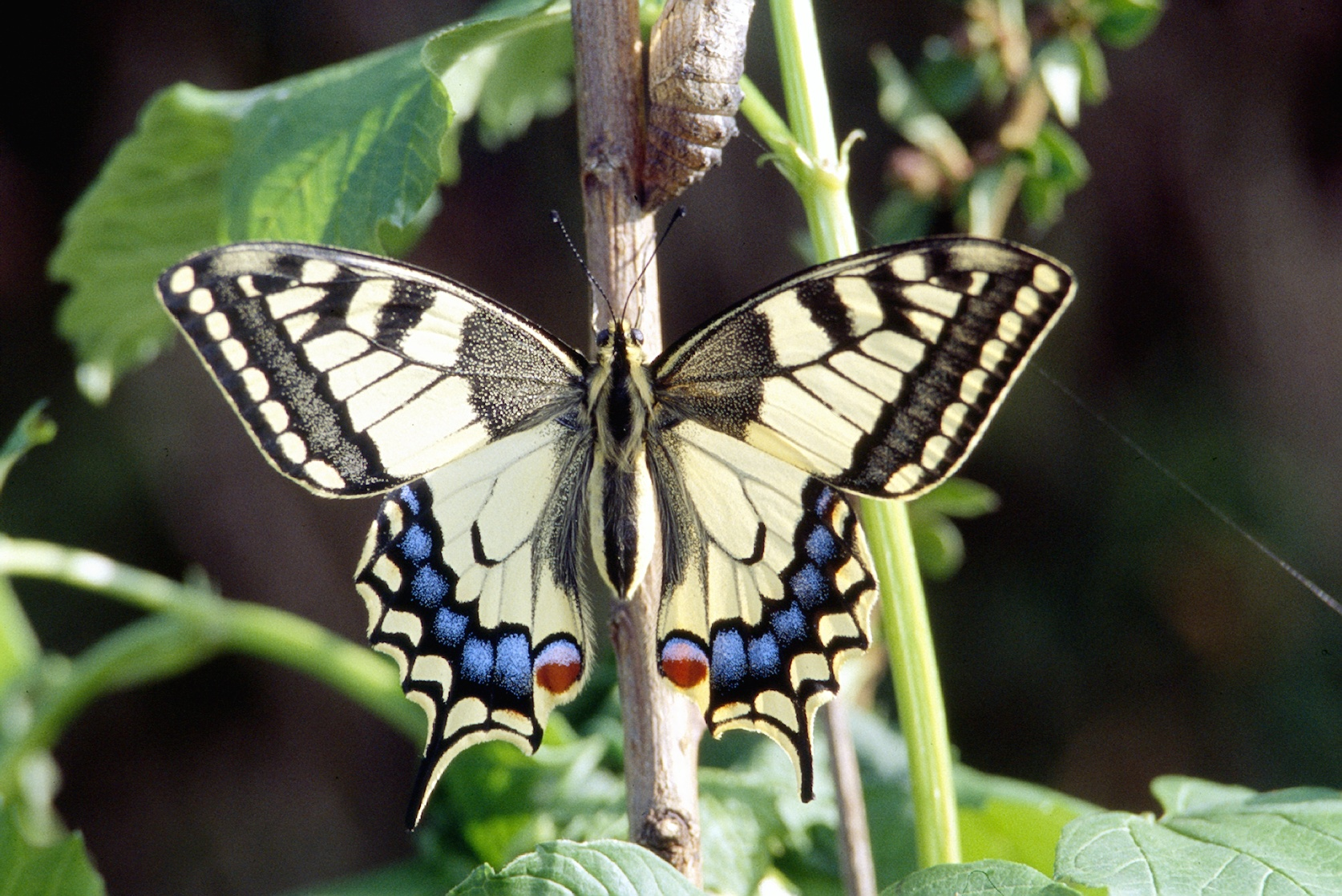
Machaon
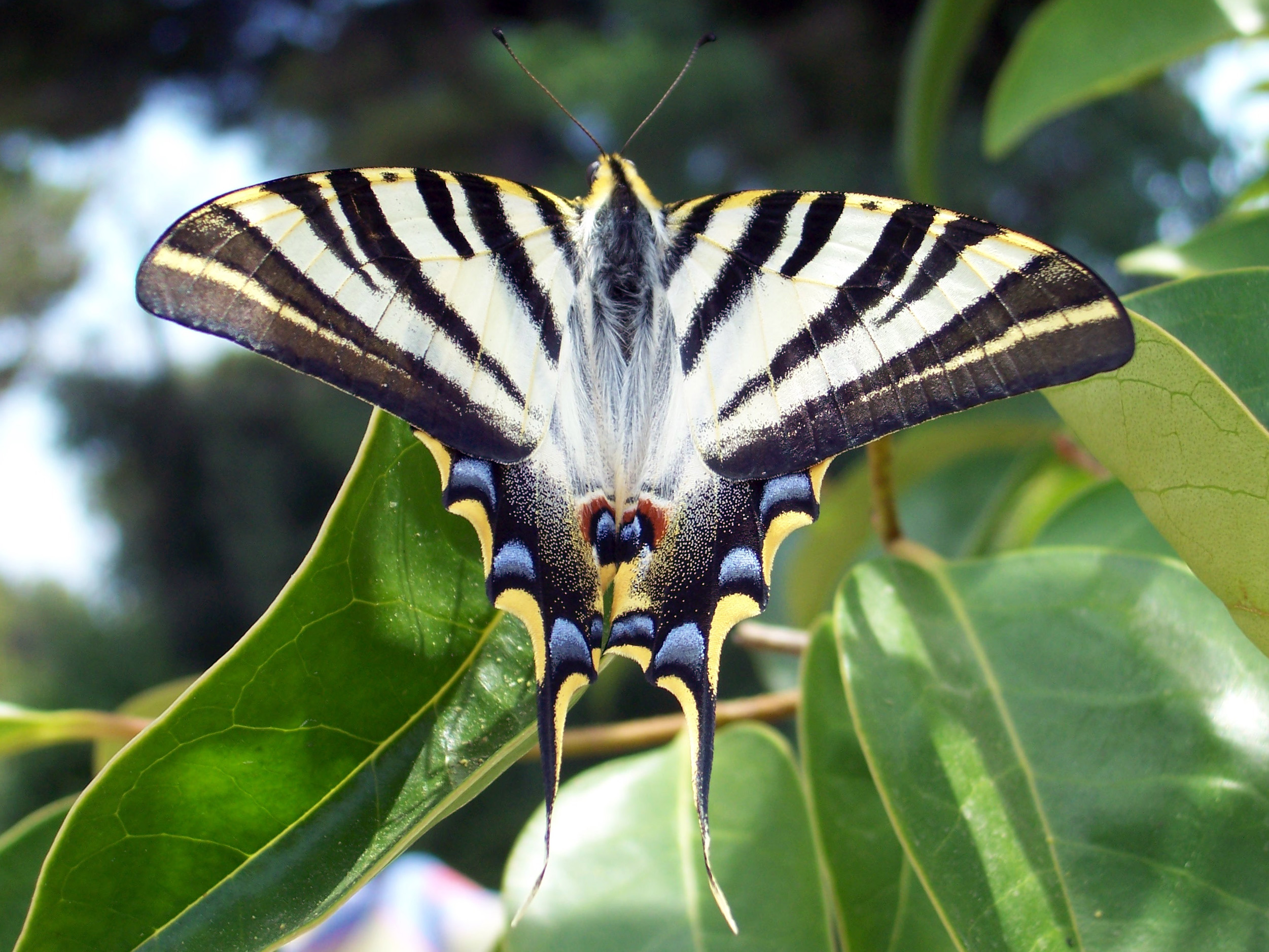
Voilier blanc

## Famille desPieridae

### Sous-famille desDismorphiinae
- Leptidea sinapis (Linnaeus, 1758) — Piéride de la moutarde

### Sous-famille desPierinae
- Anthocharis belia (Linnaeus, 1767) — Aurore de Barbarie
- Aporia crataegi (Linnaeus 1758) — Gazé
- Colotis evagore  Klug, 1829 — Piéride du câprier
- Colotis chrysonome  (Klug, 1829)
- Euchloe belemia  (Esper, 1800) — Piéride du sisymbre
- Euchloe crameri  Butler, 1869 — Marbré de Cramer
- Euchloe charlonia  (Donzel, 1842) — Piéride de la cléome
- Euchloe falloui  (Allard, 1867) — Zébré-de-vert
- Euchloe tagis  (Hübner, [1803-1804]) — Marbré de Lusitanie
- Pieris brassicae  (Linnaeus, 1758) — Piéride du chou
- Pieris mannii  (Mayer, 1851) — Piéride de l'ibéride
- Pieris napi (Linnaeus, 1758) — Piéride du navet
  - Pieris napi atlanti Oberthür, 1925
  - Pieris napi segonzaci Le Cerf, 1923
- Pieris rapae  (Linnaeus, 1758) — Piéride de la rave
- Pontia daplidice  (Linnaeus, 1908) — Piéride du réséda
- Pontia glauconome  (Klug, 1829) — Marbré du désert
- Zegris eupheme  Esper, 1805 — Piéride du raifort

### Sous-famille desColiadinae
- Colias alfacariensis Ribbe, 1905 — Fluoré
- Colias crocea (Geoffroy in Fourcroy, 1785) — Souci
- Catopsilia florella (Fabricius, 1775) — Piéride du cassier
- Gonepteryx rhamni (Linnaeus, 1758) — Citron
- Gonepteryx cleopatra (Linnaeus, 1767) — Citron de Provence

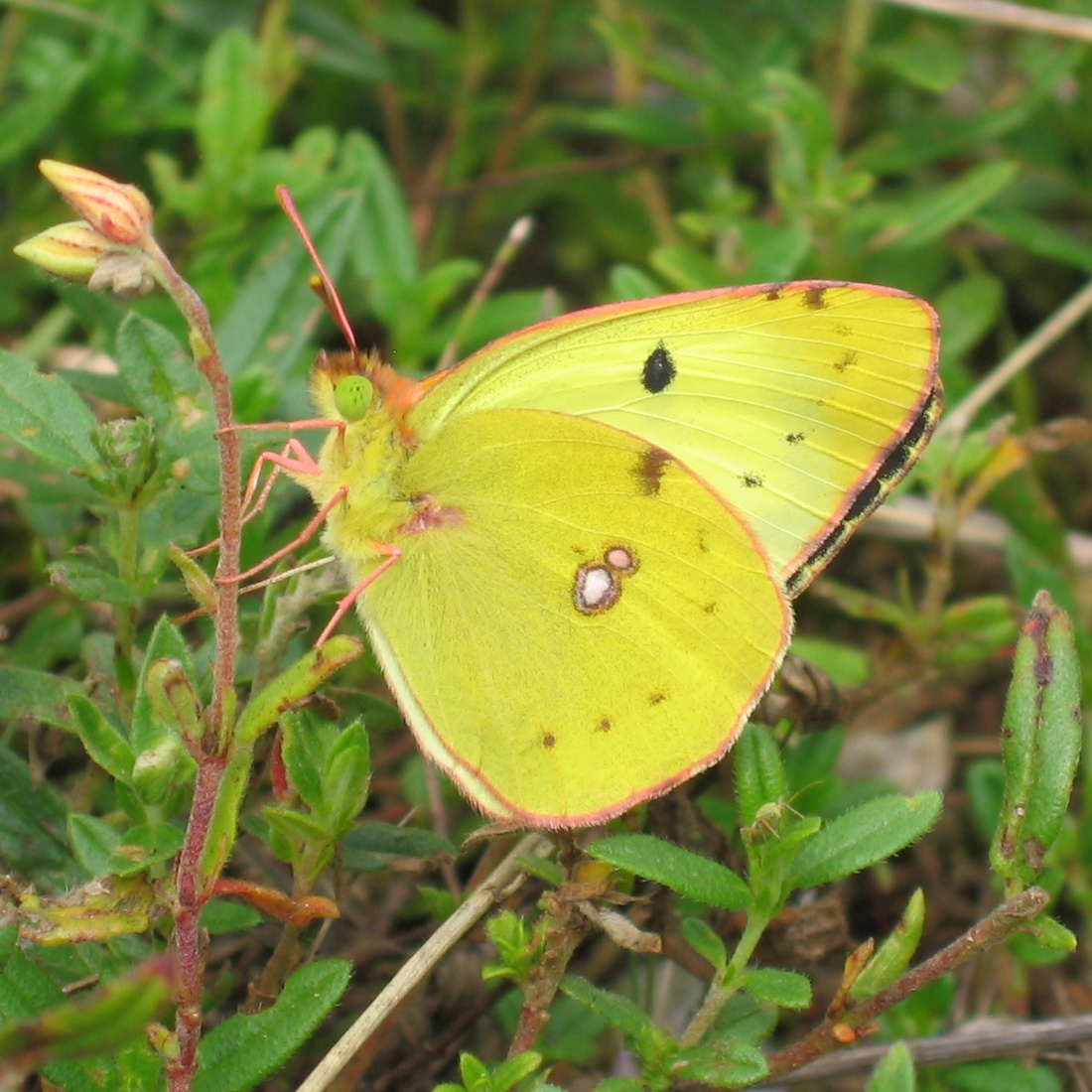
Fluoré
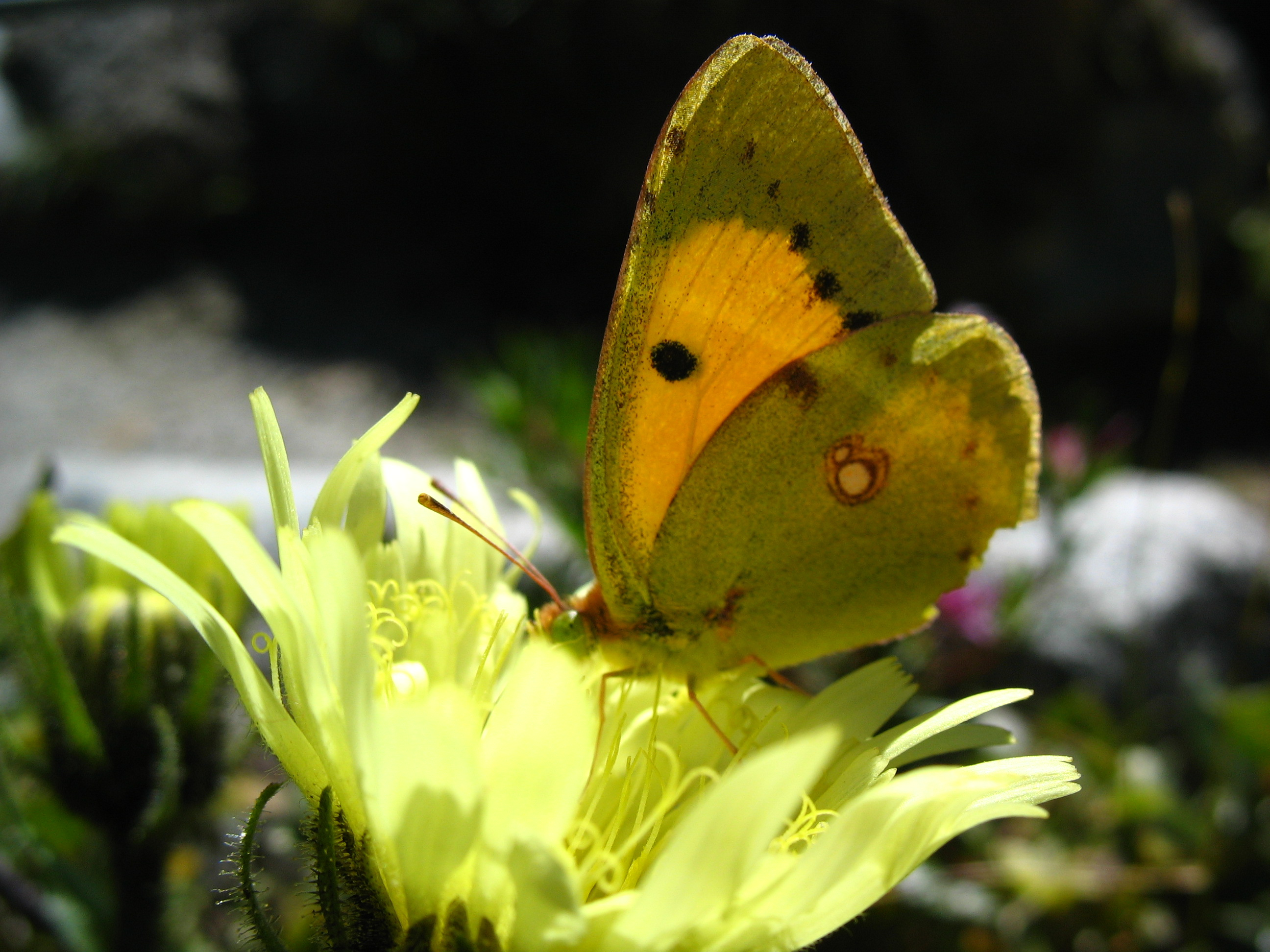
Souci

## Famille desLycaenidae

### Sous-famille desTheclinae
- Callophrys avis  Chapman, 1909 — Thècle de l'arbousier
- Callophrys rubi (Linnaeus, 1758) — Thècle de la ronce
- Cigaritis allardi  Oberthür 1909 — Faux-cuivré mauresque
- Cigaritis zohra  Donzel, 1847 — Faux-cuivré berbère
- Favonius quercus  (Linnaeus 1758) — Thécla du chêne
- Satyrium esculi  (Hübner, 1804) — Thècle du kermès
- Tomares ballus  (Fabricius, 1787) — Faux-cuivré smaragdin
- Tomares mauretanicus  (Lucas, 1849) — Faux-cuivré du sainfoin

### Sous-famille desLycaeninae
- Lycaena alciphron (Rottemburg, 1775) — Cuivré mauvin
- Lycaena phlaeas (Linnaeus, 1761) — Cuivré commun
- Lycaena phoebus (Blachier, 1905) — Cuivré de l'Atlas

### Sous-famille desPolyommatinae
- Aricia agestis (Denis & Schiffermüller, 1775) — Collier-de-corail
- Aricia artaxerxes (Fabricius, 1775) — Argus de l'hélianthème
- Azanus jesous (Guérin-Méneville, 1849) — Azuré du mimosa
- Azanus ubaldus (Stoll, 1782) — Azuré du seyal
- Cacyreus marshalli Butler, 1898 — Brun des pélargoniums
- Celastrina argiolus (Linnaeus, 1758) — Azuré des nerpruns
- Cupido lorquinii (Herrich-Schäffer, 1851) — Azuré grenadin
- Cyaniris semiargus (Rottemburg, 1775) — Azuré des anthyllides
- Glaucopsyche melanops (Boisduval, 1828) — Azuré de la badasse
- Iolana iolas (Ochsenheimer, 1816) — Azuré du baguenaudier
- Lampides boeticus (Linnaeus, 1767) — Azuré porte-queue
- Leptotes pirithous (Linnaeus, 1767) — Azuré de la luzerne
- Lysandra albicans (Gerhard, 1851) — Argus iridié
- Lysandra punctifera (Oberthür, 1876) — Azuré du Maghreb
- Kretania allardii (Oberthür, 1874) — Azuré d'Allard
- Kretania martini (Allard, 1867) — Azuré lavandin
- Maurus vogelii (Oberthür, 1920) — Azuré marocain ou Azuré du bec-de-grue
- Polyommatus amandus Schneider, 1792 — Azuré de la jarosse
- Polyommatus atlantica (Elwes, 1905) — Azuré de l'Atlas
- Polyommatus escheri Hübner, 1823 — Azuré de l'adragant
- Polyommatus icarus (Rottemburg, 1775) — Argus bleu
- Polyommatus thersites (Cantener, 1835) — Azuré de l'esparcette
- Pseudophilotes abencerragus (Pierret, 1837) — Azuré de la cléonie
- Pseudophilotes bavius (Eversmann, 1832) — Azuré de la sauge
- Pseudophilotes panoptes (Hübner, [1813]) — Azuré cordouan
- Tarucus theophrastus (Fabricius, 1793) — Azuré du jujubier
- Tarucus rosacea (Austaut, 1885) — Azuré parme
- Zizeeria knysna (Trimen, 1862) — Azuré de la surelle

## Famille desNymphalidae

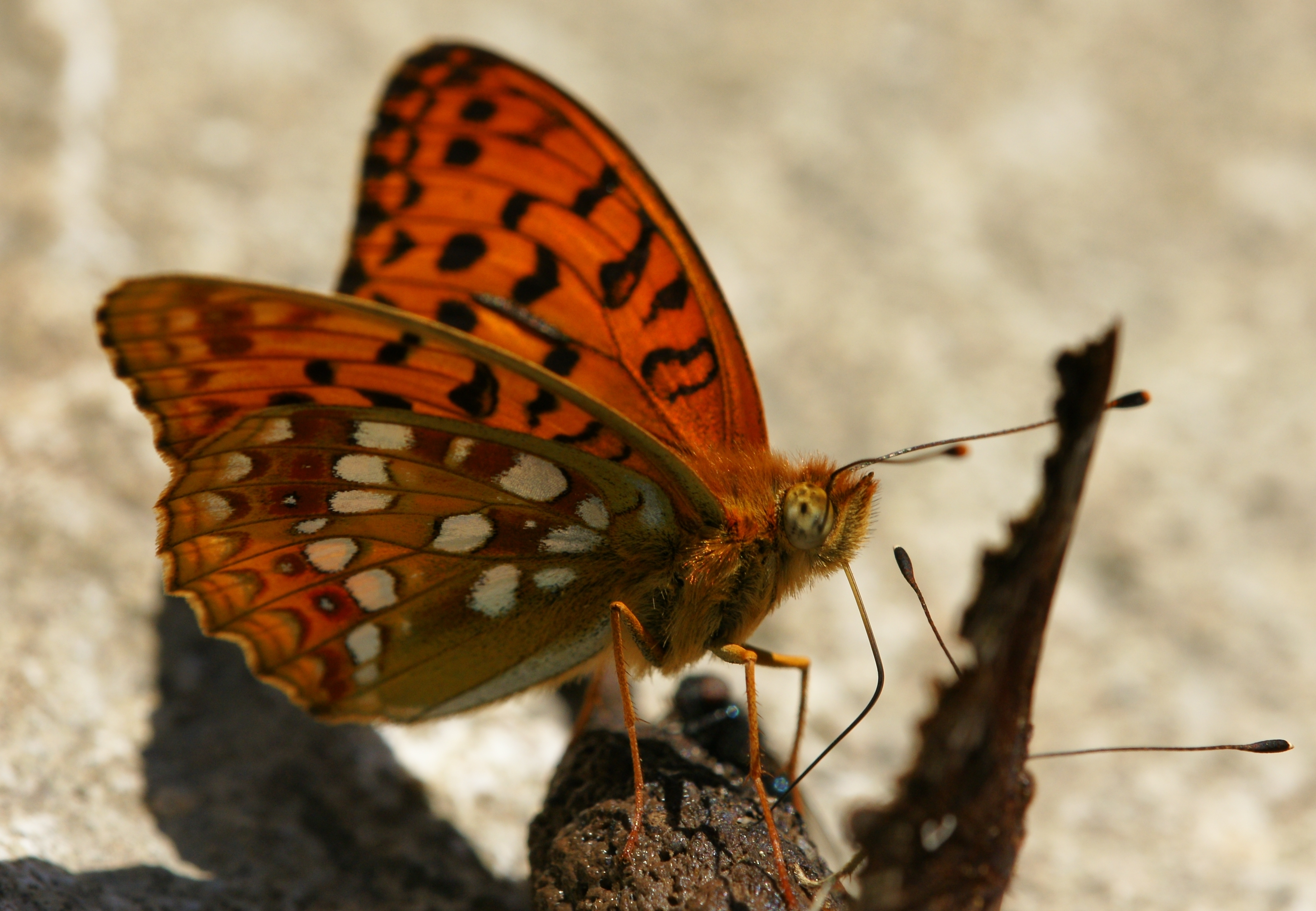
Grand nacré

### Sous-famille desDanainae
- Danaus plexippus (Linnaeus, 1758) — Monarque
- Danaus chrysippus (Linnaeus, 1758) — Petit monarque

### Sous-famille desCharaxinae
- Charaxes jasius (Linnaeus, 1767) — Nymphale de l'arbousier

### Sous-famille desHeliconiinae
- Argynnis pandora (Denis & Schiffermüller, 1775) — Cardinal
- Speyeria aglaja (Linnaeus, 1758) — Grand nacré
- Boloria dia (Linnaeus, 1767) — Petite violette
- Fabriciana auresiana (Fruhstorfer, 1908) — Moyen nacré des Atlas
- Issoria lathonia (Linnaeus, 1758) — Petit nacré

### Sous-famille desNymphalinae
- Vanessa cardui (Linnaeus, 1758) — Belle-Dame
- Euphydryas aurinia(Rottemburg, 1775) — Damier de la succise
- Euphydryas desfontainii (Godart, 1819) — Damier des knauties
- Melitaea aetherie Hübner, [1826] — Mélitée andalouse
- Melitaea cinxia (Linnaeus, 1758) — Mélitée du plantain
- Melitaea deserticola Oberthür, 1876 — Mélitée de l'érémial
- Melitaea didyma (Esper, 1778) — Mélitée orangée
- Melitaea phoebe Denis et Schiffermüller, 1775 — Mélitée des centaurées
- Mellicta deione (Geyer, 1832) — Mélitée des linaires
- Nymphalis polychloros — Grande tortue
- Polygonia c-album (Linnaeus, 1758) — Robert-le-Diable
- Vanessa atalanta (Linnaeus, 1758) — Vulcain

### Sous-famille desSatyrinae
- Arethusana arethusa (Denis et Schiffermuller 1775) — Petit agreste
- Berberia abdelkader — (Pierret, 1837) — Grand nègre berbère
- Berberia lambessanus — (Staudinger, 1901) — Grand nègre rifain
- Chazara briseis Linnaeus, 1764 — Hermite
- Chazara prieuri (Pierret, 1837) — Grand hermite
- Coenonympha arcanioides (Pierret, 1837) — Fadet maghrébin
- Coenonympha dorus Esper, 1782 — Fadet des garrigues
- Coenonympha dorus fettigii Oberthür, 1874 — Fadet de l'Atlas
- Coenonympha  pamphilus lyllus (Esper, 1806) — Fadet punique
- Coenonympha vaucheri  Blachier 1905  — Fadet marocain
- Hipparchia aristaeus (Bonelli, 1826) —Agreste flamboyant
- Hipparchia fidia Linnaeus, 1767 — Chevron blanc
- Hipparchia hansii (Austaut, 1879) — Fausse-coronide
- Hipparchia powelli (Oberthür, 1910) — Faune punique
- Hipparchia statilinus Hufnagel, 1766 — Faune
- Hyponephele lupina (Costa, 1836) — Louvet
- Hyponephele maroccana (Blachier, 1908) — Misis tingitan
- Lasiommata maera (Linnaeus, 1758) — Némusien
- Lasiommata megera (Linnaeus, 1767) — Satyre ou mégère
- Maniola jurtina (Linnaeus, 1758) — Myrtil
- Melanargia occitanica Esper, 1793 — Échiquier de l'Occitanie
- Melanargia ines (Hoffmannsegg, 1804) — Échiquier des Almoravides
- Pararge aegeria (Linnaeus, 1758) — Tircis
- Pseudochazara atlantis (Austaut, 1905) — Ocellé de l'Atlas
- Pyronia bathseba (Fabricius, 1793) — Ocellé rubané
- Pyronia cecilia (Vallantin, 1894) — Ocellé de la canche
- Pyronia tithonus (Linnaeus, 1758) — Amaryllis
- Satyrus ferula atlantea (Fabricius, 1793) — Coronide de l'Atlas